# Tragic Kingdom
Tragic Kingdom ist das dritte Studioalbum der US-amerikanischen Rockband No Doubt. Es erschien im Oktober 1995, avancierte in einigen Ländern zum Nummer-eins-Erfolg sowie zum weltweiten Millionenseller.

## Entstehung und Stil
Das Album wurde von 1993 bis 1995 in elf Studios im Großraum Los Angeles aufgenommen. Für die Produktion zeichnete Matthew Wilder verantwortlich. Das Album wurde von Paul Palmer abgemischt. Wilder sorgte für eine zugängliche Produktion und betonte so die Anleihen No Doubts aus Post-Grunge und New Wave sowie der Third Wave of Ska. Neben den üblichen Instrumenten werden bei mehreren Liedern Bläser-Passagen verwendet.
Die Erstveröffentlichung von Tragic Kingdom erfolgte am 10. Oktober 1995 bei Interscope Records. In seiner Originalausführung erschien es als CD mit 14 Titeln. Ursprünglich hatte Interscope aufgrund des geringen Erfolgs des Debütalbums einen Großteil des Materials von Tragic Kingdom abgelehnt. Die Band hatte daher ihr nächstes Album The Beacon Street Collection im Alleingang aufgenommen. Bei den Aufnahmen für Tragic Kingdom hatte die Band Paul Palmer kennengelernt, der für Bush gearbeitet hatte. Dieser mischte zunächst Just a Girl ab und dann den Rest des Albums und nahm die Band für sein Label Trauma Records unter Vertrag. Da The Beacon Street Collection sich aber zwischenzeitlich trotz eingeschränkter Erhältlichkeit 100.000 Mal verkauft hatte, war das Interesse von Interscope wieder geweckt und das Label veröffentlichte schließlich auch Tragic Kingdom.

## Titelliste
1. Spiderwebs – 4:28 – (Gwen Stefani, Tony Kanal)
2. Excuse Me Mr. – 3:04 – (G. Stefani, Tom Dumont)
3. Just a Girl – 3:29 – (G. Stefani, Dumont)
4. Happy Now? – 3:43 – (G. Stefani, Dumont, Kanal)
5. Different People – 4:34 – (Eric Stefani, G. Stefani, Kanal)
6. Hey You – 3:34 – (G. Stefani, Kanal)
7. The Climb – 6:37 – (E. Stefani)
8. Sixteen – 3:21 – (G. Stefani, Kanal)
9. Sunday Morning – 4:33 – (Kanal, G. Stefani, E. Stefani)
10. Don’t Speak – 4:23 – (E. Stefani, G. Stefani)
11. You Can Do It – 4:13 – (G. Stefani, E. Stefani, Dumont, Kanal)
12. World Go ’Round – 4:09 – (Kanal, G. Stefani)
13. End It on This – 3:45 – (G. Stefani, Dumont, Kanal, E. Stefani)
14. Tragic Kingdom – 5:31 – (E. Stefani)

## Singleauskopplungen
| Jahr | Titel          | Höchstplatzierung, Gesamtwochen, AuszeichnungChartplatzierungen (Jahr, Titel, , Platzierungen, Wochen, Auszeichnungen, Anmerkungen) | Höchstplatzierung, Gesamtwochen, AuszeichnungChartplatzierungen (Jahr, Titel, , Platzierungen, Wochen, Auszeichnungen, Anmerkungen) | Höchstplatzierung, Gesamtwochen, AuszeichnungChartplatzierungen (Jahr, Titel, , Platzierungen, Wochen, Auszeichnungen, Anmerkungen) | Höchstplatzierung, Gesamtwochen, AuszeichnungChartplatzierungen (Jahr, Titel, , Platzierungen, Wochen, Auszeichnungen, Anmerkungen) | Höchstplatzierung, Gesamtwochen, AuszeichnungChartplatzierungen (Jahr, Titel, , Platzierungen, Wochen, Auszeichnungen, Anmerkungen) | Anmerkungen                                                   |
| Jahr | Titel          | DE | AT | CH | UK | US | Anmerkungen                                                   |
| ---- | -------------- | --- | --- | --- | --- | --- | ------------------------------------------------------------- |
| 1995 | Spiderwebs     | — | — | — | UK16 (3 Wo.)UK | US— PlatinUS | Erstveröffentlichung: 19. November 1995 Verkäufe: + 1.000.000 |
| 1996 | Just a Girl    | DE24 (14 Wo.)DE | AT21 (5 Wo.)AT | CH31 (13 Wo.)CH | UK3 Gold · (9 Wo.)UK | US23 ×2Doppelplatin · (29 Wo.)US | Erstveröffentlichung: 25. März 1996 Verkäufe: + 2.490.000     |
| 1996 | Don’t Speak    | DE2 Platin · (25 Wo.)DE | AT2 Gold · (16 Wo.)AT | CH1 Platin · (28 Wo.)CH | UK1 ×2Doppelplatin · (21 Wo.)UK | US— ×3DreifachplatinUS | Erstveröffentlichung: 15. April 1996 Verkäufe: + 5.860.000    |
| 1996 | Excuse Me Mr.  | — | — | — | — | — | Erstveröffentlichung: 21. August 1996                         |
| 1997 | Sunday Morning | — | — | — | UK50 (3 Wo.)UK | US— GoldUS | Erstveröffentlichung: 26. Mai 1997 Verkäufe: + 535.000        |
| 1997 | Happy Now?     | — | — | — | — | — | Erstveröffentlichung: 21. Oktober 1997                        |
| 1998 | Hey You!       | — | — | — | — | — | Erstveröffentlichung: 23. Februar 1998                        |

## Rezeption
Preise
Das Album wurde bei den Grammy Awards 1997 in den Kategorien Best New Artist und Best Rock Album nominiert.
Bestenlisten
Das Magazin Rolling Stone nahm es auf dem 441. Platz in seine Liste der 500 besten Alben auf.

## Kommerzieller Erfolg

### Chartplatzierungen
| ChartsChartplatzierungen       | Höchstplatzierung | Wochen |
| ------------------------------ | ----------------- | ------ |
| Deutschland (GfK)              | 2 (43 Wo.)        | 43     |
| Österreich (Ö3)                | 2 (18 Wo.)        | 18     |
| Schweiz (IFPI)                 | 3 (28 Wo.)        | 28     |
| Vereinigte Staaten (Billboard) | 1 (91 Wo.)        | 91     |
| Vereinigtes Königreich (OCC)   | 4 (53 Wo.)        | 53     |

| ChartsJahrescharts (1997)    | Platzierung |
| ---------------------------- | ----------- |
| Deutschland (GfK)            | 5           |
| Österreich (Ö3)              | 12          |
| Schweiz (IFPI)               | 11          |
| Vereinigtes Königreich (OCC) | 26          |

| ChartsJahrescharts (1990–1999) | Platzierung |
| ------------------------------ | ----------- |
| Vereinigte Staaten (Billboard) | 22          |

### Auszeichnungen für Musikverkäufe
Tragic Kingdom wurde weltweit mehr als 16 Millionen Mal verkauft, und erreichte unter anderem Diamantstatus in Kanada davon sind über 13,5 Millionen Einheiten mit Schallplattenauszeichnungen belegt. Das Album ist damit die meistverkaufte Veröffentlichung der Band. Es erhielt unter anderem eine Diamantene Schallplatte in Kanada und den Vereinigten Staaten, Dreifachplatin in Australien sowie Platin im Großbritannien.
| Land/Region                  | Auszeichnungen für Musikverkäufe (Land/Region, Auszeichnung, Verkäufe) | Verkäufe   |
| ---------------------------- | ---------------------------------------------------------------------- | ---------- |
| Argentinien (CAPIF)          | Gold                                                                   | 30.000     |
| Australien (ARIA)            | 4× Platin                                                              | 280.000    |
| Belgien (BRMA)               | Platin                                                                 | (50.000)   |
| Brasilien (PMB)              | Gold                                                                   | 100.000    |
| Deutschland (BVMI)           | Gold                                                                   | (250.000)  |
| Europa (IFPI)                | 2× Platin                                                              | 2.000.000  |
| Finnland (IFPI)              | Platin                                                                 | (55.785)   |
| Frankreich (SNEP)            | 2× Gold                                                                | (200.000)  |
| Israel (IFPI)                | Gold                                                                   | (20.000)   |
| Italien (FIMI)               | Platin                                                                 | (100.000)  |
| Japan (RIAJ)                 | Gold                                                                   | 100.000    |
| Kanada (MC)                  | Diamant                                                                | 1.000.000  |
| Neuseeland (RMNZ)            | 6× Platin                                                              | 90.000     |
| Niederlande (NVPI)           | Platin                                                                 | (100.000)  |
| Norwegen (IFPI)              | Platin                                                                 | (50.000)   |
| Österreich (IFPI)            | Gold                                                                   | (25.000)   |
| Schweden (IFPI)              | 2× Platin                                                              | (160.000)  |
| Schweiz (IFPI)               | Platin                                                                 | (50.000)   |
| Spanien (Promusicae)         | 2× Platin                                                              | (200.000)  |
| Vereinigte Staaten (RIAA)    | Diamant                                                                | 10.000.000 |
| Vereinigtes Königreich (BPI) | Platin                                                                 | (300.000)  |
| Insgesamt                    | 8× Gold · 23× Platin · 2× Diamant ·                                    | 13.500.000 |

Hauptartikel: No Doubt/Auszeichnungen für Musikverkäufe